# Алима (река)
Алима́ (устар. Альима; в верхнем течении — Лекети) — река в Центральной Африке, правый приток Нижнего Конго.
Протекает в Республике Конго, по территории департаментов Кювет и Плато. Начинается на границе департаментов Лекуму и Плато, к западу от города Джамбала на плоской возвышенности Акакуе, проходит через бывшие колониальные французские станции Диелэ, Альиму и Лекати и оканчивается по ту сторону Монпуренюи. В верховье Алима отличается быстротой течения, но начиная от Лекати судоходна. С правой стороны в Алиму впадают в верхнем течении Лекети и Парма, а в нижнем — Мпама.
Длина реки 500 км судоходна на протяжении 320 км. Воды реки характеризуются низким уровнем pH, высоким содержанием органики, низким содержанием неорганических веществ.
Река Алима была открыта в 1878 году Пьером Саворньяном де Бразза, основавшим посты Диелэ и Алиму.
По верхнему её течению живут батеки, по среднему и нижнему — убанги.